# Sébastien Carole
Sébastien Carole (Pontoise, 8 settembre 1982) è un ex calciatore francese, di ruolo centrocampista.